# Roskilde Tekniske Skole
Roskilde Tekniske Skole (forkortet RTS) er en teknisk skole beliggende i Roskilde. Den blev etableret i 1840 og er dermed en af Danmarks ældste tekniske skoler.
Skolen rummer en række erhvervsuddannelser (EUD), et teknisk gymnasium (HTX), samt aktiviteter inden for voksen- og efteruddannelse (VEU) og indskoling.
I 1991 blev gartneriskolen Vilvorde Havebrugsskole fusioneret ind som skolens jordbrugstekniske afdeling under navnet Vilvorde.